# William F. Nolan
William Francis Nolan (ur. 6 marca 1928 w Kansas City w stanie Missouri, zm. 15 lipca 2021 w Vancouver) – amerykański pisarz science fiction i fantasy. Współautor (razem z George’em Claytonem Johnsonem) powieści Ucieczka Logana, na podstawie której powstał film pod tym samym tytułem.